# Circuito Brasileiro de Voleibol de Praia Feminino de 2011
O Circuito Brasileiro de Voleibol de Praia Feminino de 2011, também chamado de Circuito Banco do Brasil de Vôlei de Praia, foi a vigésima edição da principal competição nacional de Vôlei de Praia na variante feminina, realizado de 12 de janeiro a 11 de dezembro, dividido em doze etapas, sediados em doze Estados diferentes.

## Resultados
| Evento                                                              | Ouro                                   | Prata                                  | Bronze                                | Quarto lugar                         |
| 1ª Etapa Vitória, Espírito Santo 12 a 16 de janeiro de 2011         | /Juliana Silva Larissa França          | /Talita Antunes Maria Elisa Antonelli  | Liliane Maestrini Luana Madeira       | / Vivian Cunha Taiana Lima           |
| 2ª Etapa Rio de Janeiro, Rio de Janeiro 26 a 30 de janeiro de 2011, | /Juliana Silva Larissa França          | / Vivian Cunha Taiana Lima             | /Talita Antunes Maria Elisa Antonelli | /Izabel Bezerra Elize Maia Secomandi |
| 3ª Etapa Guarujá, São Paulo 9 a 13 de fevereiro de 2011             | /Juliana Silva Larissa França          | / Vivian Cunha Taiana Lima             | Pri Lima Renata Trevisan Ribeiro      | / Luiza Amélia Ágatha Bednarczuk     |
| 4ª Etapa Curitiba, Paraná 23 a 27 de fevereiro                      | /Talita Antunes Maria Elisa Antonelli  | /Juliana Silva Larissa França          | / Vivian Cunha Taiana Lima            | Pri Lima Renata Trevisan Ribeiro     |
| 5ª Etapa Balneário Camboriú, Santa Catarina 16 a 20 de março        | /Ângela Lavalle Raquel da Silva        | /Juliana Silva Larissa França          | /Talita Antunes Maria Elisa Antonelli | /Izabel Bezerra Elize Maia Secomandi |
| 6ª Etapa Santa Maria, Rio Grande do Sul 6 a 10 de abril de 2011     | /Juliana Silva Larissa França          | Liliane Maestrini Luana Madeira        | Carolina Salgado Maria Clara Salgado  | / Shaylyn Bedê Vanilda Leão          |
| 7ª Etapa Salvador, Bahia 21 a 25 de setembro de 2011                | /Talita Antunes Maria Elisa Antonelli  | /Juliana Silva Larissa França          | / Shaylyn Bedê Vanilda Leão           | /Liliane Maestrini Ângela Lavalle    |
| 8ª Etapa Aracaju, Sergipe 5 a 9 de outubro de 2011                  | /Talita Antunes Maria Elisa Antonelli  | / Shaylyn Bedê Vanilda Leão            | Carolina Salgado Maria Clara Salgado  | / Vivian Cunha Taiana Lima           |
| 9ª Etapa Maceió, Alagoas 26 a 30 de outubro de 2011                 | /Juliana Silva Larissa França          | /Talita Antunes Maria Elisa Antonelli  | / Shaylyn Bedê Vanilda Leão           | Carolina Salgado Maria Clara Salgado |
| 10ª Etapa Recife, Pernambuco 9 a 13 de novembro de 2011             | /Juliana Silva Larissa França          | /Liliane Maestrini Ângela Lavalle      | Carolina Salgado Maria Clara Salgado  | / Shaylyn Bedê Vanilda Leão          |
| 11ª Etapa João Pessoa, Paraíba 23 a 27 de novembro de 2011          | /Juliana Silva Larissa França          | / Talita Antunes Maria Elisa Antonelli | / Bárbara Seixas Ágatha Bednarczuk    | / Andrezza Chagas Thatiana Soares    |
| 12ª Etapa Fortaleza, Ceará 7 a 11 de dezembro de 2011               | / Talita Antunes Maria Elisa Antonelli | / Bárbara Seixas Ágatha Bednarczuk     | / Vanilda Leão Shaylyn Bedê           | / Raquel Ferreira Karin Lundqvist    |

## Prêmios individuais
As melhores atletas da temporada foram:
| MVP (Most Valuable Player) | Larissa França        | Espírito Santo |
| Melhor atacante            | Juliana Silva         | São Paulo      |
| Melhor saque               | Maria Elisa Antonelli | Rio de Janeiro |
| Melhor defesa              | Taiana Lima           | Alagoas        |
| Melhor bloqueio            | Juliana Silva         | São Paulo      |
| Melhor levantadora         | Larissa França        | Espírito Santo |
| Melhor recepção            | Shaylyn Bedê          | Ceará          |
| Revelação                  | Rebecca Cavalcante    | Ceará          |
| Atleta que mais evoluiu    | Elize Maia            | Espírito Santo |
| Melhor técnico             | Reis Castro           | Ceará          |